# 軍国歌謡
軍国歌謡（ぐんこくかよう）とは、レコード会社などが軍国主義と戦時体制に便乗した歌謡曲の一種である。商業用や営業目的で作られ、主に民間作曲家による作品のことを差す。対して、官製作品はとくに「軍歌」とよんで区別した。加太こうじによると「軍国歌謡という名称はあとで付けられたもので、昭和十二年末頃からの、軍国調のレコード会社製の歌は、単に流行歌というレッテルで売られていた。歌謡曲という名称もそのころはなかった。映画主題歌とか流行歌という名称で、レコード会社製の歌は日本歌曲や童謡などと区別されていた。のちに、戦争の進展と共に文化統制が強められるなかで、流行歌では軽薄だとされて歌謡曲に改められた」という。『日本流行歌史』によると「"軍国"の二字を冠することによって歌謡の軟弱さをカムフラージュしていた」という。
「軍国歌謡」の大部分は戦時色を表した歌詞をもっており、日清・日露戦争以来の行進曲リズムをもっていたが、曲調の方は従来の質実剛健さをもっている長音階ではなくて、晋平節以来一般民衆に定着しはじめていた五音短音階と、都節音階をミックスした歌謡曲調であった。

## 作品

### 日中戦争下
大正末期から『満洲節』『朝鮮国境警備の唄』などが流行しており、1929年には『満洲前衛の唄』が発表されていた。1931年に満洲で中村大尉が殺害される事件が起きると時事小唄『噫中村大尉』が発売されてヒットし、満洲事変の勃発後にはNHKの「ラジオ体操の時間」で『独立守備隊の歌』を流したところ、それ以降『起てよ国民』『守れよ満洲』といった、国民の士気を高めるような時局レコードが発売され流行し始める。
1932年には朝日新聞社員の作った『満洲行進曲』、そして第一次上海事変での肉弾三勇士を讃える歌を朝日新聞と毎日新聞で募集し、毎日の『爆弾三勇士の歌』には与謝野寛の詩が選ばれ、朝日の『肉弾三勇士の歌』、国民新聞推薦の『廟行鎮決死隊の歌』、報知新聞委嘱の『肉弾三勇士』、浪花節の『嗚呼軍神肉弾三勇士』など各社で宣伝を繰り広げた。当時下火になりかけていたエロ・グロ・ナンセンスのブームに代わってレコード会社も力を入れ、満洲を題材にした『軍事探偵の唄』や牧逸馬作詞の『あゝ満洲』、また『鬼将軍多聞閣下』『噫軍神古賀連隊長』『軍神八勇士の唄』など軍神や将官を題材にした曲やレコードドラマが多数発売され、紀平正美は雑誌『人の噂』1932年5月号のアンケートで「エロもグロも爆弾三勇士とともに吹き飛んだ」と評した。
陸軍制定の軍歌『討匪行』は、作曲も手がけたテノール歌手藤原義江が歌って大ヒットした。1933年になると東京の人口が500万人に達した記念行事として、読売新聞の募集した流行小唄『東京祭』（門田ゆたか、古賀政男）、時事新報で『丸の内音頭』の歌詞を手直しした『東京音頭』、レコード会社競作の『さくら音頭』などを使い盆踊り大会が行われ、政府も思想善導の観点からこれを後押しし、1935年頃まで続いた。
また1933年から内務省によるレコードの検閲が行われるようになり、桂孤月の歌う『製糸情話』や、杉狂児『のぞかれた花嫁』、渡辺はま子『忘れちゃいやヨ』、二村定一『とこイットだね』などが発売禁止の処分を受けた。1940年には『湖畔の宿』（佐藤惣之助、服部良一）の時局的でないという理由で発売禁止となる。
1936年にNHKで放送された『国民歌謡』も、有馬通男『征けよますらを』（土岐善麿、堀内敬三）、渡辺はま子『愛国の花』（福田正夫、古関裕而）、東海林太郎『戦勝の歌』（大江素夫、大村能章）といった愛国的な歌も放送された。1937年の支那事変勃発からは、内閣情報局の懸賞募集した『愛国行進曲』の他、『海行かば』『露営の歌』『日の丸行進曲』といった歌が、新聞や軍によって国民歌として制定されて歌われ、講談社の制定した『出征兵士を送る歌』は陸軍に献納された。
1937年9月に発売された『軍国子守唄』（作詞：山口義孝、作曲：佐和輝禧）もヒットし、これを歌った塩まさるは翌年に『母子船頭唄』、テイチクへ移籍した後の『九段の母』の大ヒットで、軍国歌謡人気歌手となった。1940年には映画主題歌の『暁に祈る』『燃ゆる大空』や『国民歌謡』で放送された『隣組』が人気を呼んだ。
またこの時期の大衆歌謡としてアジアや南方を題材にした、『国境の町』『上海だより』『広東の花売り娘』『蘇州夜曲』『満洲娘』といった、「大陸もの」「上海もの」「南京もの」などとも呼ばれた歌があり、歌詞やメロディーに地域性を織り込んでいる特徴があった。日本占領下の朝鮮では、『白頭山節』（植田国境子）、『鴨緑江節』などの日本民謡調のメロディーの歌も歌われていた。また1940年発売の『誰か故郷を想わざる』（西條八十、古賀政男）は、特に外地の兵士たちから愛されてヒットした。

### 太平洋戦争下
1941年の太平洋戦争開戦後にNHKでは「ニュース歌謡」を放送し、『宣戦布告』（野村俊夫、古関裕而）、『皇軍の戦果輝く』（同）、『タイ国進駐』（島田磬也、山田榮一）などを放送し、『英国東洋艦隊潰滅』（高橋掬太郎、古関裕而）は、のちにサトウハチローが新たな詞を付けて、『断じて勝つぞ』としてもレコード化された。また内閣情報局は「敵性音楽」の排除を目指し、1943年には政府の広報誌『週報』で曲名のリストを掲げ、鼻声でも歌ってはならぬなどと通知した。また1943年には大政翼賛会により「国民の心を明るくのびのびとさせるような運動」としてを国民皆唄運動が展開され、各地の運動では『海ゆかば』、『この決意』（大政翼賛会標語、片山頴太郎）を必唄歌曲とされ、愛国百人一首の海犬養岡麿に山本芳樹の曲を付けた『みたみわれ』も指定歌曲とされた。これらの唄は『週報』にも掲載される。
一方で、出征兵士を思わせる小唄勝太郎『明日はお立ちか』（佐伯孝夫、佐々木俊一）もヒットする。終戦近い1945年には、『南洋航路』（1940年）の歌詞を変えた『ラバウル小唄』が、特に南方から撤退する兵士たちに広く好まれ、その地域ごとに土地の名前を入れ替えた替え歌で歌われた。